# Паратранзит

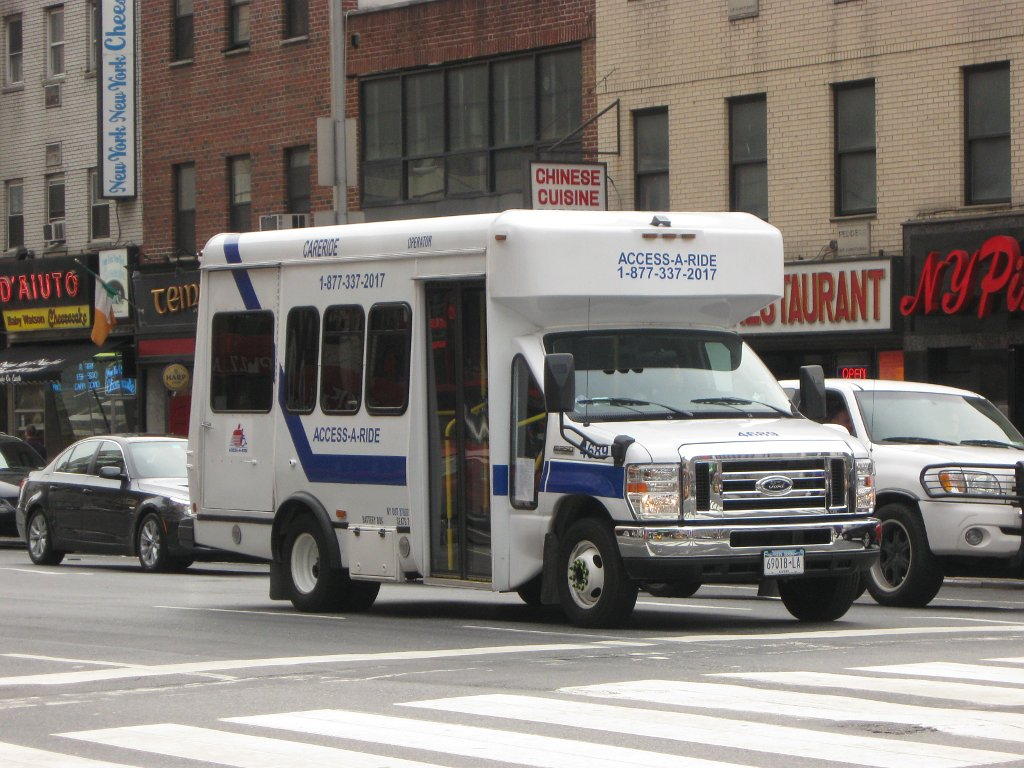
Соціальний автобус в Нью-Йорку

Паратранзит — загальна назва способу організації пасажирських перевезень у районах з низькою щільністю розселення, де недоцільна організація громадського транспорту з постійними маршрутами та розкладом. Найчастіше організовується для підвезення пасажирів з подібних районів до зупинок магістрального громадського транспорту — трамваю, метро.

## Завдання
Досить часто поруч з великими містами є приміські зони, забудовані малоповерховими приватними будинками. Жителі подібних районів здійснюють щоденні поїздки «на роботу-додому», створюючи маятникову міграцію.
У таких районах складно організувати задовільну роботу маршрутного транспорту з постійними маршрутами. Маршрутна мережа буде або занадто рідкою — і тоді жителям складно буде добиратися до зупинки, або інтервал руху буде занадто великий, або наповнюваність транспорту, особливо поза годинами пік буде вкрай малою.
Використання жителями подібних районів приватних автомобілів для щоденних поїздок також створює певні проблеми: маятникова міграція стає причиною пробок на в'їздах у місто і в центральних районах. Крім того, постає проблема браку місць для паркування.
У цьому випадку зазвичай і організовуються різні системи паратранзиту. Відсутність постійних маршрутів дозволяє охопити район великої площі, підвозячи пасажирів якомога ближче до будинку, при цьому забезпечуючи значно більшу провізну спроможність, ніж за використання особистого автомобіля. Значно знижуються витрати на організацію стоянок, на обслуговування транспортних засобів, на паливо.
Інше застосування систем паратранзиту — соціальний транспорт. Інвалідам та людям похилого віку складно самостійно добиратися до зупинок громадського транспорту, крім того, проїзд у громадському транспорті часто незручний для них. Замовний автобус або соціальне таксі може привезти таких пасажирів від дому до місця призначення.

## Різновиди
- Замовні автобуси. Можуть мати зупинки на вимогу в будь-якому місці, напівпостійні маршрути (з можливістю відхилення від основного маршруту, якщо надійшло замовлення).
- Прокат автомобілів, каршеринг.
- Таксі, зокрема соціальне.

## Альтернативи
Альтернативним способом організації транспорту для приміських зон є перехоплювальні автостоянки. У цьому випадку жителі передмість добираються до перехоплювальної автостоянки особистим транспортом, а потім пересідають на громадський.
Також влада деяких міст підтримує карпулінг — підвезення водіями попутників під час щоденних поїздок.